# Alfredo García Pinal
Alfredo García Pinal (O Carballiño, Galicia, 1962) es un director de cine y guionista español.
Licenciado en Ciencias de la información (Rama de Imagen) por la Universidad Complutense de Madrid. Crítico de cine en el diario La Voz de Galicia (edición de Pontevedra) bajo el seudónimo de “8 y cuarto” a lo largo de cuatro años (1983-1987). Participó activamente -colaborando o dirigiendo- en buena parte de los cortometrajes cinematográficos de la década de los 80. En 1989 codirigió Urxa, su único largometraje, con Carlos Piñeiro.
En 1993 funda en Pontevedra la empresa "Síntese Video Infografía", que produce animación 3D para vídeo y publicidad. A partir de ese año, alterna la producción infográfica con la realización free-lance de anuncios publicitarios y vídeos corporativos e institucionales.
Fue profesor de la EGACI (Escuela Superior de Artes Cinematográficas de Galicia), donde impartía la asignatura de dirección. Actualmente da clase a los ciclos de Animación y Realización en la EISV (Escuela de Imagen y Sonido de Vigo).
En el año 2009 comenzó a dar clases en el grado de Comunicación Audiovisual de la Universidad de Vigo en la Facultad de Comunicación de Pontevedra, como profesor invitado y se mantiene en la actualidad.

## Filmografía
- 1984. El incidente. (vídeo) CM
- 1984. Madrid 2. (vídeo)
- 1984. Morrer no mar. (35 mm)
- 1989. Urxa. Codirección con Carlos Piñeiro (35 mm)
- 1993. A barbeiría. (35 mm)